# Hans Kail
Johann "Hans" Kail, var en österrikisk ishockeyspelare. Han kom på delad femte plats (startade ej) i Olympiska vinterspelen i Sankt Moritz 1928.